# The Prophet's Song
Pistes de A Night at the Opera
Seaside Rendezvous Love of My Life
The Prophet's Song est un titre du groupe de rock britannique Queen, sorti le 21 novembre 1975 dans l'album A Night at the Opera qui fut à l'époque l'album qui couta le plus cher à produire. Ce titre a été écrit par un des membres du groupe, Brian May, et dure 8 minutes et 17 secondes. C'est un morceau puissant et mystique par ses vocalises répétitives.

## Historique
Brian May a déclaré avoir écrit ce titre à la suite d'un rêve qu'il a fait. L'artiste explique qu'il assistait dans son rêve à une revanche sur l'Homme, sans savoir quelle en était la cause. Les choses étaient allées trop loin et pour réparer cela, un grand Déluge s'abattait sur terre pour tout recommencer à zéro. Les gens marchaient dans les rues et essayaient de se toucher des mains pour se faire comprendre qu'ils avaient de l'importance les uns pour les autres. Le problème qu'a vu Brian May dans son rêve est que les gens ne sont pas assez en contact, ils ne se parlent pas assez. L'artiste a le sentiment que les Hommes doivent aller ensemble dans la même direction et cesser de prendre des chemins qui les séparent. Ce sujet ressort dans plusieurs titres du groupe. À travers ce titre, l'artiste souhaite faire comprendre les questions auxquelles il ne trouve pas de réponse. Il pense que la seule réponse est d'être conscient de ces choses et d'essayer de bien agir.

## Enregistrement

### Titre
Bien que le groupe ait réalisé un titre instrumental d'une durée d'environ 20 minutes sur l'album Made in Heaven sorti en novembre 1995,  The Prophet's Song est le plus long morceau combinant voix et instruments qu'ils aient enregistré.

### Paroles
Les paroles de ce titre ont été écrites par Brian May et sont en partie basées sur un rêve qu'il a fait. Elles font référence au Livre de la Genèse et au mythe religieux de l'Arche de Noé. Selon des chercheurs, le Déluge aurait pris son origine dans la mer noire lorsque la Méditerranée est sortie de son lit au détroit de Bosphore et que le niveau de l'eau s'est élevé très rapidement. Cette théorie est soutenue par des preuves scientifiques telles que des restes de coquillages et des chronologies archéologiques des anciennes cultures des côtes roumaines et bulgares. Cependant, l'Arche reste un élément mythologique.

### Composition
The Prophet's Song a été composé par le groupe Queen et le producteur anglais Roy Thomas Baker. Roy Thomas Baker a été le coproducteur des albums Queen, Queen II, Sheer Heart Attack, A Night at the Opera, and Jazz.

## Structure

### Introduction
Le morceau commence par le son du vent qui souffle suivi d'un solo de cordes d'une vingtaine de secondes jusqu'à ce que Freddie Mercury ouvre le chant. Brian May joue d'un instrument peu commun, il s'agit d'un koto, un instrument traditionnel japonais. La mélodie rubato apporte plus de douceur et de légèreté à cette introduction. 

### Refrain
Le refrain est modifié à chacune de ses répétitions en fonction de l'évolution des paroles mais conserve toujours ses deux premières lignes. 

### Couplets
Les deux premières phrases n'ont rien en commun du point de vue de la forme à l'exception de leur mesure, et le rythme est à peine syncopé. On entend l'arrivée d'une autre guitare dans la troisième phrase qui se termine en feedback. L'arrivée rapide des guitares combinées à la batterie préparent au rythme plus accéléré et syncopé de la quatrième phrase. 

### Canon
Le morceau contient un passage en canon d'une durée de 2:15 minutes (3:24 à 5:51).
Ce passage est divisible en trois sections : 
1. Freddie Mercury en solo avec deux voix en canon
2. Trois voix en harmonie et une en canon
3. Un groupe de voix en harmonie face à un groupe de voix en canon

## Musiciens
- Freddie Mercury : chant, chœurs
- Brian May : guitares électrique et acoustique, koto, chœurs
- Roger Taylor : batterie, chœurs
- John Deacon : basse

## Album
Le titre The Prophet's Song figure sur l'album A Night At The Opera parmi onze autres titres, le plus connu étant le titre phare Bohemian Rhapsody. The Prophet's Song devrait à l'origine être le premier single de l'album mais le groupe a finalement opté pour Bohemian Rhapsody qui eut un énorme succès.  